# Цфасман, Михаил Анатольевич
Михаи́л Анато́льевич Цфа́сман (род. 23 июля 1954, Москва) — российский и французский математик, доктор физико-математических наук, проректор по научной работе и профессор Независимого московского университета, научный руководитель Высшей школы современной математики МФТИ.

## Биография
Родился в семье врача-терапевта, доктора медицинских наук А. З. Цфасмана.
В 1971 году окончил математическую школу № 2. Как участник и серебряный призёр Международной математической олимпиады школьников М. Цфасман в 1971 году был принят на механико-математический факультет МГУ.
В 1976 году окончил механико-математический факультет МГУ. С 1979 по 1982 аспирант кафедры высшей алгебры механико-математического факультета МГУ (научный руководитель — Ю. И. Манин). В 1983 году под руководством Ю. И. Манина защитил кандидатскую диссертацию в Ленинградском отделении Математического института им. В. А. Стеклова АН СССР.
В 1976—79 и 1983—88 годах работал в различных НИИ. С 1988 года — в Институте проблем передачи информации АН СССР (ИППИ РАН), в 1991 г. в ИППИ защитил докторскую диссертацию на тему «Глобальные поля, корректирующие коды и упаковки шаров». С 1990 — ведущий научный сотрудник, с 2007 по 2024 — заведующий Сектором (позже - Лаборатории) алгебры и теории чисел ИППИ РАН.
С 2001 — директор по исследованиям лаборатории в Institut de Mathematiques de Lumini, Национальный центр научных исследований (CNRS), Марсель, Франция. Приглашенный исследователь в нескольких университетах США и Европы (Paris-7, Harvard, University of Amsterdam, University of Michigan, Institut de Mathematiques de Lumini, 1989—2001), приглашенный докладчик на многих международных научных конференциях.
С 2005 года — директор российско-французской Лаборатории по математике, информатике и теоретической физике им. Жана-Виктора Понселе.
Проректор по научной работе Независимого московского университета, член Ученого совета НМУ (зам. председателя). Один из организаторов Общематематического семинара «Глобус» в Независимом московском университете.
С сентября 2024 года — научный руководитель Высшей школы современной математики МФТИ.
Член редакционных коллегий:
- Редактор (совместно с Ю. С. Ильяшенко и С. М. Гусейн-Заде) международного «Moscow Mathematical Journal», издаваемого Независимым Московским университетом.
- «Finite Fields and Their Applications» (член редколлегии)
- Под ред. М. А. Цфасмана издано на русском языке «Собрание сочинений Ж.-П. Серра», т. 1—5— (М.: МЦНМО, 2002—2018).

## Научная деятельность
Область научных интересов: алгебраическая геометрия, теория чисел, теория информации.
Изучал алгеброгеометрические конструкции кодов, решеток, упаковок шаров и других дискретных объектов. Открыл коды, улучшающие известные асимптотические границы. Внес вклад в теорию помехоустойчивого кодирования. Развивал связь между алгебраической геометрией, теорией чисел и дискретной математикой, теорией информации.
Автор свыше 60 научных публикаций, в том числе монографий по алгебро-геометрическим кодам и диофантовой геометрии.

### Основные публикации
- Комбинаторика и геометрия поверхностей дель-Пеццо степени четыре. // УМН, том 40, в. 6(246), 1985. (соавт. Кунявский Б. Э., Скоробогатов А. Н.)
- Рациональные многообразия: алгебра, геометрия, арифметика. // УМН, том 41, в. 2(248), 1986. (соавт. Манин Ю. И.)
- Цфасман М. А. Глобальные поля, корректирующие коды и упаковки шаров. — М.: 1991
- В. В. Острик, М. А. Цфасман. Алгебраическая геометрия и теория чисел: рациональные и эллиптические кривые. — М.: МЦНМО, 2001
- Алгеброгеометрические коды. Основные понятия. М.: МЦНМО, 2003. — 503 с. (соавт. Влэдуц С. Г., Ногин Д. Ю.)

## Личная жизнь
Женился в 28 лет, отец четверых детей. Вместе с женой исповедует православие, крестился втайне от советской власти ещё в застойные времена.